# 坂本人上
坂本 人上（さかもと の ひとかみ、生没年不詳）は、奈良時代の人物。姓は朝臣。

## 経歴
遠江国（静岡県）の史生の時、天平勝宝7歳2月6日(755年3月23日)に防人部領使として、物部秋持・丈部真麻呂・丈部黒当・生玉部足国・物部古麻呂らの防人を筑紫まで引率した。その際に人上が採録した防人の歌が『万葉集』に収録されている。
『正倉院文書』によると、天平勝宝末年から天平宝字にかけて、無位で造東大寺司に勤務していたことが分かっており、
と記されている。

## 官歴
- 時期不詳：無位
- 時期不詳：遠江国史生
- 天平勝宝7歳2月6日（755年3月23日）防人部領使（「万葉集」）
- 天平勝宝末年から天平宝字頃（757年頃）：造東大寺司